# Романовський (Александровський район)
Рома́новський (рос. Романовский) — селище у складі Александровського району Оренбурзької області, Росія.

## Населення
Населення — 430 осіб (2010; 494 у 2002).
Національний склад (станом на 2002 рік):
- росіяни — 56 %
- татари — 31 %